# Skank
Skank – taniec jamajski, najczęściej wykonywany w rytm muzyki ska lub boogie.
Został zapoczątkowany w latach 50. i 60. na Jamajce, kiedy powstała muzyka ska. Skank główne inspiracje czerpał z amerykańskiego twista. Prekursorami skanku byli Ronnie Nasralla i Jannette Phillips. Skank był ważnym elementem w wykształceniu się tańca rocksteady. W Wielkiej Brytanii został zaadaptowany przez kulturę 2 Tone i nieco przekształcony. „2 Tone Skank” po raz pierwszy został zaprezentowany przez zespół The Madness w teledysku do utworu „The Prince”.
Można wyróżnić 3 odmiany skanku: skank, rowing across, ska riding.